# Thomas Jordan (Mediziner)

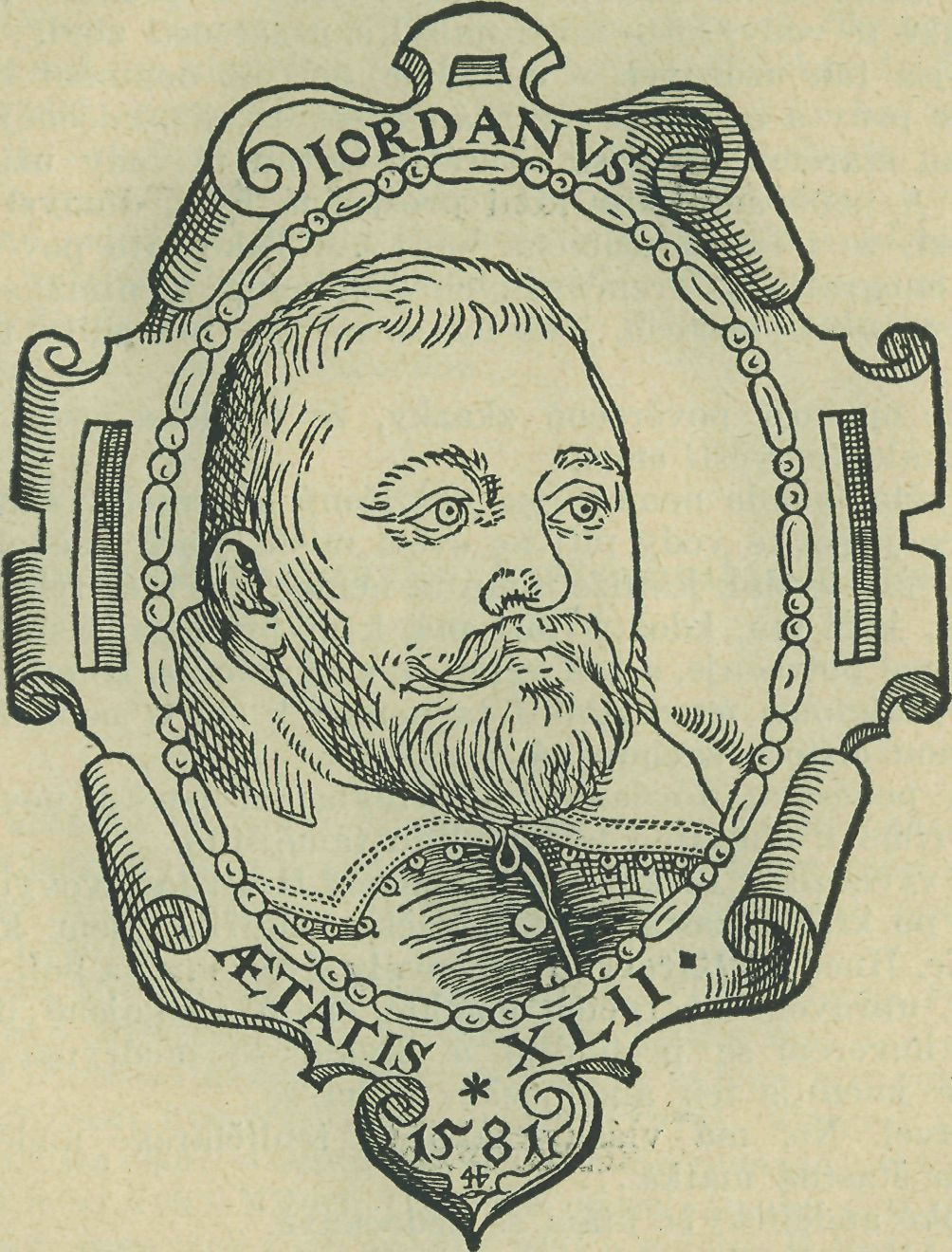
Thomas Jordan

Thomas Jordan, ab 1562 Jordanus und ab 1570 Joranus z Klauznburgku / von Klausenburg (auch Jordán Tamás bzw. Tomáš Jordán; * 7. Juli 1540 in Klausenburg; † 12. Februar 1586 in Brünn) war ein Arzt und Naturforscher siebenbürgischer Herkunft.

## Herkunft
Jordans Vater Hans Jordan zog nach eigenen Angaben 1520 – aus dem oberdeutschen Sprachraum – mit seiner ersten Gattin Anna (geb. Selge) nach Klausenburg. Es ist nur bekannt, dass er 1535 in zum Hundertmann (centumvir) des Stadtrates von Klausenburg gewählt wurde. Im Jahr 1552 galt er als Besitzer von Silberbergwerken in Offenburg (Apuseni-Gebirge). Offensichtlich war er wohlhabend, denn er besaß ein Gut in Appesdorf (Kolozsmonostor, Cluj-Mănăștur) und ein Haus in der Alten Burg zu Klausenburg. Aus seiner zweiten Ehe mit Magdalena (Eheschließung 1539) stammte Thomas Jordan.

## Leben
Jordan besuchte das lutherische Gymnasium von Klausenburg und schrieb sich am 23. November 1555 an der Universität Wittenberg ein. Dort studierte er Philosophie. Vermutlich im Jahr 1559 oder 1560 wechselte er, möglicherweise unter dem Einfluss seines ehemaligen Kommilitonen Hubert Languet an die Universität Paris. Später gab er selber an, dort Philosophie und Medizin studiert zu haben. Am 1. Oktober 1561 immatrikulierte er sich an der Universität Montpellier, wo er Lieblingsschüler des berühmten Mediziners und Naturforschers Guillaume Rondelet wurde. Hier wohnte er bei seinem Professor Laurentius Joubert. Im Jahr 1562 wurde er an der calvinischen Universität von Valence – zusammen mit Leonhard Rauwolff – zum Dr. med. promoviert. Anschließend immatrikulierte er sich an der Universität Basel, ging jedoch nach kurzer Zeit nach Oberitalien. Auf dem Weg besuchte er den Zürcher Stadtphysikus und bedeutenden Naturforscher Conrad Gessner. Am 23. Oktober 1562 schrieb er sich an der Universität Padua ein, wo er unter anderem Paolo Grassi zu seinen Lehrern zählte. Nach einer Station an der Universität Pisa ging er im Februar 1564 an die Universität Bologna, an der er vor allem mathematische und philosophische Vorlesungen bei Girolamo Cardano hörte. 1565 machte er bei Bartolomeo Eustachi in Rom Station, bevor er weiter nach Wien reiste. Dort wurde am 23. Januar 1566 von der medizinischen Fakultät der Universität Wien sein Doktorgrad bestätigt.
Jordan wurde im Kontext des Zweiten Österreichischen Türkenkrieges unter Kaiser Maximilian II. zum Feldarzt ernannt. In den Lagern der kaiserlichen Truppen brach in dieser Zeit Fleckentyphus aus, den Jordan diagnostizierte. Nicht nur deshalb soll er bei den Behörden einen guten Ruf genossen haben. Nach dem Feldzug ließ sich Jordan nach Stationen in Karlsbad und Prag schließlich 1569 in Brünn nieder. Er wurde dort von den mährischen Ständen zum Protomedicus, also zum Landphysicus der Markgrafschaft Mähren ernannt und bereits 1570 als Ritter mit dem Prädikat von Klausenburg/z Klauznburgku in den Adelstand erhoben. In den Jahren 1577 und 1578 konnte er in Brünn eine Syphilis-Epidemie erfolgreich bekämpfen.
Jordan wurde nach seinem Tod in der Minoritenkirche von Brünn bestattet. Nach Rekatholisierung der Kirche wurden protestantische Grabplatten entfernt, darunter wahrscheinlich auch die von Jordan.

## Werke (Auswahl)
- De aquis medicatis Moraviae Commentariolus. Johann Wechel, Frankfurt am Main 1575.
- Thomas Jordani medici Pestis phaenomena seu de iis, quae circa febrem pestilentem apparent Exercitatio. Accedit Bezoar lapidie Descriptio. Wechel, Frankfurt am Main 1576.
- Brunno Gallicus seu Luis novae in Mora-via exortae Descriptio. Wechel, Frankfurt am Main 1577.
- Jordana z Klausenburgkie Knij o wodách hogitedlnych nep teplicech Morawskych. Brünn 1581.